# Козловець (Росія)
Козлове́ць (рос. Козловец, марій. Козловец) — присілок у складі Юринського району Марій Ел, Росія. Входить до складу Мар'їнського сільського поселення.

## Населення
Населення — 33 особи (2010; 88 у 2002).
Національний склад (станом на 2002 рік):
- росіяни — 99 %